# Charles Soucy
 (novembre 2015).
Si vous disposez d'ouvrages ou d'articles de référence ou si vous connaissez des sites web de qualité traitant du thème abordé ici, merci de compléter l'article en donnant les références utiles à sa vérifiabilité et en les liant à la section « Notes et références ».
Charles Soucy, né en 1933 à Pabos (Gaspésie), est un écrivain québécois.
Il travaille pour le Gouvernement du Québec depuis 1968.
La première parution littéraire remonte à 1963 : une nouvelle dans Châtelaine, puis trois nouvelles dans Les Écrits du Canada français. En 1968 paraît son premier roman, Le Voyage à l'imparfait, au Cercle du livre de France.
En 1973, remporte le Prix Jean-Béraud-Molson pour son conte philosophique Heureux ceux qui possèdent. Il a publié également À travers la mer.
Charles Soucy est marié et père de deux garçons.